# Kołowinek (jezioro)
Kołowinek (niem. Klein Kalgiener See) – jezioro w Polsce, w województwie warmińsko-mazurskim, w powiecie mrągowskim, w gminie Piecki.

## Położenie i charakterystyka
Jezioro leży na Pojezierzu Mrągowskim, natomiast w regionalizacji przyrodniczo-leśnej – w mezoregionie Puszcz Mazurskich, w dorzeczu Krutynia–Pisa–Narew–Wisła. Znajduje się na południowy zachód od osady leśnej Kołowinek i na północny wschód od jeziora Kołowin. Z jeziora wypływa na wschodzie struga o nazwie Pierwos łącząca zbiornik wodny z jeziorem Pierwos.
Brzegi w większości płaskie, wschodnie – gdzieniegdzie wyższe. W otoczeniu znajdują się lasy Puszczy Piskej i podmokłe łąki.
Według typologii rybackiej zalicza się do jezior linowo-szczupakowych.
Jezioro leży na terenie obwodu rybackiego jeziora Mokre w zlewni rzeki Pisa – nr 30.

## Morfometria
Według danych Instytutu Rybactwa Śródlądowego powierzchnia zwierciadła wody jeziora wynosi 19,6 ha. Średnia głębokość zbiornika wodnego to 3,6 m, a maksymalna – 6,4 m. Lustro wody znajduje się na wysokości 124,2 m n.p.m. Objętość jeziora wynosi 647,2 tys. m³. Maksymalna długość jeziora to 615 m, a szerokość 400 m.
Inne dane uzyskano natomiast poprzez planimetrię jeziora na mapach w skali 1:50 000 opracowanych w Państwowym Układzie Współrzędnych 1965, zgodnie z poziomem odniesienia Kronsztadt. Otrzymana w ten sposób powierzchnia zbiornika wodnego to 17,5 ha, a wysokość bezwzględna lustra wody to 123,8 m n.p.m.

## Przyroda
W skład pogłowia występujących ryb wchodzą m.in. szczupak, płoć, lin i leszcz. Wśród roślinności przybrzeżnej dominuje trzcina, tatarak i pałka.
Jezioro leży na terenie Mazurskiego Parku Krajobrazowego, a także dwóch obszarów Natura 2000: PLB280008 Puszcza Piska i PLH280048 Ostoja Piska. W przyszłości planuje się objąć teren jeziora wraz z sąsiednim Kołowinem ochroną rezerwatową.